# Francouzský vojenský ordinariát
Francouzský vojenský ordinariát (fr. Diocèse aux Armées françaises, neboli Diecéze Francouzských armád, lat. Ordinariatus castrensis Galliæ) je vojenské imediátní biskupství ve Francii, které slouží členům Francouzských ozbrojených sil katolického vyznání. Jeho katedrálním kostelem je Invalidovna v Paříži. Biskupem je od roku 2017 Mons. Antoine de Romanet de Beaune.

## Historie
Francouzský vojenský ordinariát založil papež Pius XII. dne 26. července 1952. Podle oboustranné dohody mezi Svatým stolcem a Francouzskou republikou bylo jeho sídlo určeno v Paříži. Nejprve byl zřízen jako vojenský vikariát, který dne 21. července 1986 papež Jan Pavel II. apoštolskou konstitucí Spirituali militum curae povýšil na diecézi.

## Působení
Francouzský vojenský ordinariát pořádá každý rok v květnu Mezinárodní vojenskou pouť v Lurdech (Le Pèlerinage Militaire International). Poutě se účastní zástupci armád různých zemí, včetně české armády. Historie poutě sahá do roku 1945, kdy se poutě v Lurdech zúčastnili francouzští a němečtí vojáci, kteří vyjádřili provolání za mír a usmíření. V roce 1958 rozhodli kaplani francouzské a německé armády o rozšíření o zástupce dalších zemí a v tento rok se účastní poutě již 40 000 poutníků z jedenácti zemí, včetně předsedy vlády Charlese de Gaulla a západoněmeckého kancléře Konrada Adenauera.

## Organizace
Diecéze je jakožto imediátní podřízena přímo papeži. V roce 2009 v jejím rámci působilo 145 diecézních kněží, 39 řádových kněží a 19 stálých jáhnů.